# Arty
Arty var ett konstprogram som producerades av SVT och som visades på SVT2. Programmet hade premiär den 31 oktober 2006. Det sändes i tre säsonger, den sista år 2008.

## 2006
Åtta program med säsongsstart den 31 oktober. Medverkande var Claes Bäckström, Anders Karnell, Marcus Lindeen, Tuvalisa Rangström och Emma Stenström. 

## 2007
Nio program med säsongsstart den 1 mars.

## 2008
Åtta program med säsongsstart den 25 mars 2008. Programledare var Tuvalisa Rangström.